# Declinognathodus
Genre
Declinognathodus est un genre de conodontes du Carbonifère.

## Espèces
- †Declinognathodus bernesgae
- †Declinognathodus donetzianus
- †Declinognathodus inaequalis
- †Declinognathodus intermedius
- †Declinognathodus lateralis
- †Declinognathodus marginodosus
- †Declinognathodus japonicus
- †Declinognathodus noduliferus (type)
- †Declinognathodus praenoduliferus
- †Declinognathodus pseudolateralis
- †Declinognathodus tuberculosus

## Utilisation en stratigraphie
Le Bashkirien, l'étage le plus ancien du Pennsylvanien (Carbonifère supérieur), contient six biozones basées sur des conodontes:
- la zone de Neognathodus atokaensis
- la zone de Declinognathodus marginodosus
- la zone de Idiognathodus sinuosus
- la zone de Neognathodus askynensis
- la zone de Idiognathoides sinuatus
- la zone de Declinognathodus noduliferus

Le Moscovien, le second étage du Pennsylvanien, peut être divisé biostratigraphiquement en cinq biozones à conodontes:
- la zone de Neognathodus roundyi et de Streptognathodus cancellosus
- la zone de Neognathodus medexultimus et de Streptognathodus concinnus
- la zone de Streptognathodus dissectus
- la zone de Neognathodus uralicus
- la zone de Declinognathodus donetzianus